# روز ليك
روز ليك (بالإنجليزية: Rose Leke)‏‏ (13 فبراير 1947 في كومبو ‏ - ) هي أخصائية ملاريا وعالمة مناعة وعالمة طفيليات كاميرونية. عملت رئيسًا للجنة الإقليمية الأفريقية للإشهاد (اختصارًا ARCC).